# Ephraim Chiume

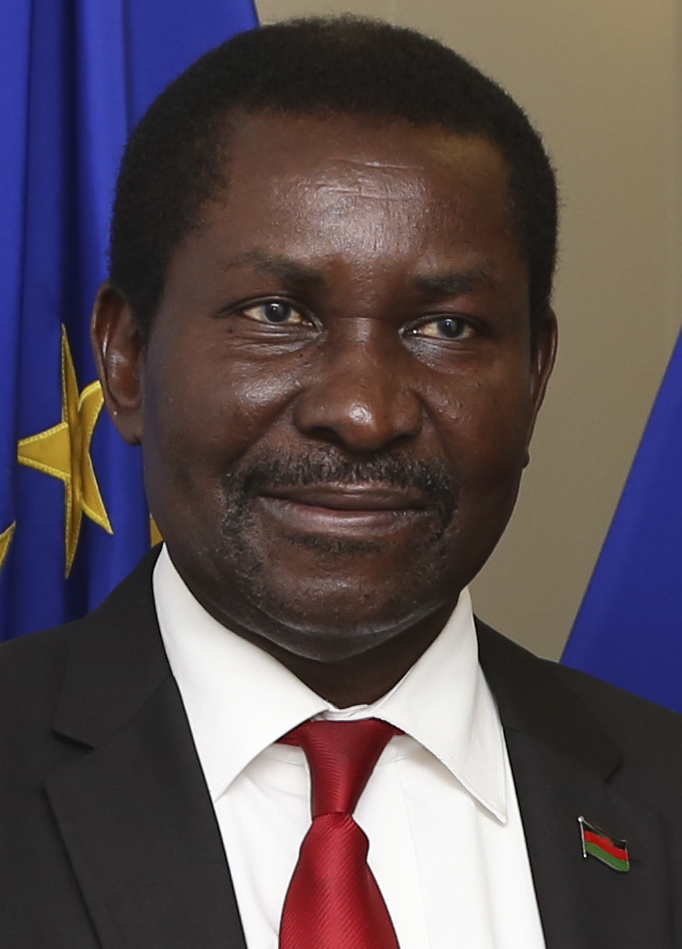
Ephraim Chiume (2014)

Ephraim Mganda Chiume (* 1953) ist ein malawischer Politiker, der mehrmals Minister war.

## Leben
Chiume war zwischen 2009 und 2011 stellvertretender Minister für natürliche Ressourcen und Energie und wurde 2011 von Staatspräsident Bingu wa Mutharika zum Justizminister in dessen Regierung berufen. Als solcher erklärte er im Dezember 2011, dass Gesetze zur Strafbarkeit homosexueller Handlungen in Malawi aufgehoben werden sollen. 2012 prüfte die Regierung, ob homosexuelle Handlungen in Malawi legalisiert werden sollten.
Nachdem Präsident Bingu wa Mutharika am 5. April 2012 verstarb, übernahm die bisherige Vizepräsidentin Joyce Banda am 7. April 2012 das Amt als Staatspräsidentin. Am 11. April 2012 wurde Khumbo Kachali neuer Vizepräsident und am 13. April 2012 in dieser Funktion vereidigt. Am 26. April 2012 stellte Präsidentin Banda ihr Kabinett vor, indem Chiume neuer Außenminister und Minister für internationale Zusammenarbeit, Ken Kandodo neuer Verteidigungsminister und Uladi Mussa neuer Innenminister wurden, während Ken Lipenga Finanzminister blieb. Das Amt des Außenministers hatte er bis 2014 inne und wurde dann von George Chaponda abgelöst.
Sein Cousin war Kanyama Chiume, der 1964 erster Außenminister des Landes war.

## Weblink
- Eintrag in rulers.org